# Jelena Wladimirowna Pitjewa
Jelena Wladimirowna Pitjewa (russisch Елена Владимировна Питьева; * etwa 1950) ist eine sowjetisch-russische Astronomin.

## Leben
Pitjewa studierte an der Mathematik-Mechanik-Fakultät der nach Andrei Alexandrowitsch Schdanow benannten Universität Leningrad (LGU). Sie schloss das Studium 1972 in der Fachrichtung Astronomie ab. Darauf arbeitete sie als Ingenieurin im astrophysikalischen Bjurakan-Observatorium der LGU.
1974 wurde Pitjewa wissenschaftliche Mitarbeiterin des Instituts für theoretische Astronomie der Akademie der Wissenschaften der UdSSR (AN-SSSR, seit 1991 Russische Akademie der Wissenschaften (RAN)). 1988 ging das Institut  für Theoretische Astronomie in dem neuen Institut für angewandte Astronomie der AN-SSSR auf, in dem Pitjewa nun arbeitete. 1994 verteidigte sie ihre Dissertation über die Präzisierung der Ephemeriden der großen Planeten und die Bestimmung einiger astronomischer Konstanten durch Radarbeobachtungen, mit der sie zur Kandidatin der physikalisch-mathematischen Wissenschaften in der Fachrichtung Astrometrie und Himmelsmechanik promoviert wurde. 2005 verteidigte sie ihre Dissertation über die Erstellung hochpräziser Ephemeriden der großen Planeten und Bestimmung astronomischer Konstanten, mit der sie zur Doktorin der physikalisch-mathematischen Wissenschaften in der Fachrichtung Astrometrie und Himmelsmechanik promoviert wurde. Ihre Lehrer waren Georgi Albertowitsch Krassinski und Wiktor Alexandrowitsch Brumberg. Darauf wurde sie Leiterin des Laboratoriums für Ephemeriden -Astronomie.
Pitjewas Forschungsschwerpunkte blieben die Ephemeriden, die Bestimmung der Massen von Planeten und Asteroiden, die Planetenrotation und -topographie, die Sonnenkorona und Beobachtungen zur Allgemeinen Relativitätstheorie. Ihre Ergebnisse trugen zum besseren Verständnis der Effekte der Asteroiden und transneptunischen Objekte auf die Planetenbewegung bei.
Zusammen mit dem Astronomen des Jet Propulsion Laboratory E. Myles Standish schlug Pitjeva der IAU Working Group on Numerical Standards for Fundamental Astronomy (NSFA) die Werte für die Massen der drei größten Asteroiden, das Mond-Erde-Massenverhältnis und die Astronomische Einheit in Metern vor, die dann von der 27. Generalversammlung der IAU angenommen wurden. Sie ist Mitglied der IAU und arbeitet in den Organizing Committees der Commission 4 Ephemerides und der Commission 52 Relativity in Fundamental Astronomy sowie in der IAU NSFA Working Group mit.